# Sommer-Paralympics 2012/Teilnehmer (Samoa)
| stlisierte Goldmedaille | stlisierte Silbermedaille | stlisierte Bronzemedaille |
| ----------------------- | ------------------------- | ------------------------- |
| —                       | —                         | —                         |

Samoa entsendete zwei Sportler zu den Paralympischen Sommerspielen 2012 in London, jeweils eine Frau und einen Mann.

## Teilnehmer nach Sportart

### Leichtathletik

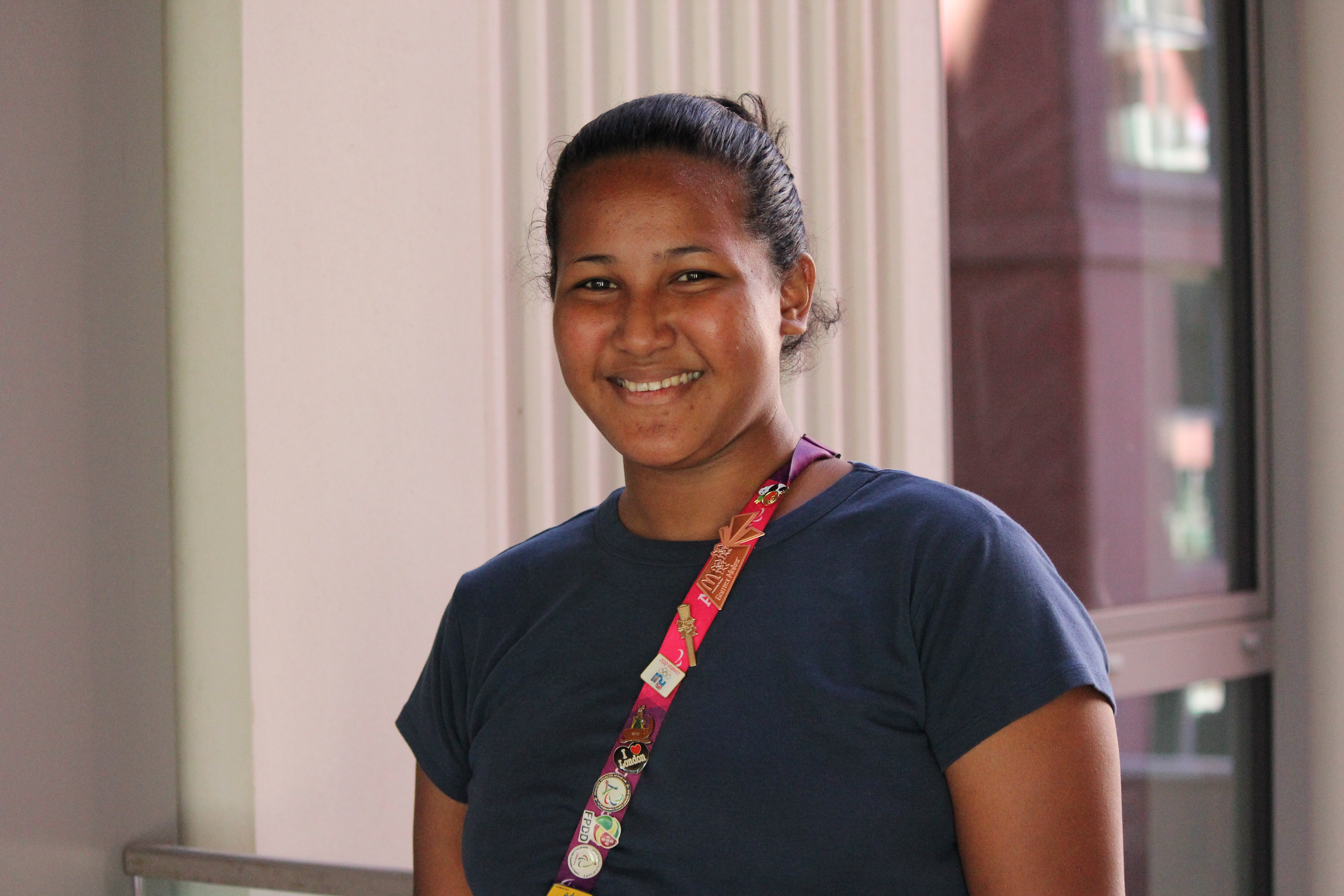
Leitu Viliamu am 7. September 2012

| Athleten      | Wettbewerb                  | Vorlauf / Vorkampf | Vorlauf / Vorkampf | Halbfinale   | Halbfinale | Finale       | Finale | Rang |
| Athleten      | Wettbewerb                  | Zeit / Weite       | Rang               | Zeit / Weite | Rang       | Zeit / Weite | Rang   | Rang |
| ------------- | --------------------------- | ------------------ | ------------------ | ------------ | ---------- | ------------ | ------ | ---- |
| Frauen        |                             |                    |                    |              |            |              |        |      |
| Leitu Viliamu | Kugelstoßen Frauen – F42/44 | 5,32 m             | 6                  | -            | -          |              |        |      |
| Männer        |                             |                    |                    |              |            |              |        |      |
| Milo Toleafoa | 400 m Männer – T38          | 1:09,97 min        | 4                  | -            | -          |              |        |      |